# Partido Socialista Revolucionario Italiano
El Partido Socialista Revolucionario Italiano (en italiano: Partito Socialista Rivoluzionario Italiano) (PSRI) fue un partido político italiano fundado en Rímini por el activista socialista Andrea Costa en 1881 con el nombre de Partido Socialista Revolucionario de Romaña. En 1884 asumió la denominación definitiva hasta confluir, en 1893, en el Partido Socialista de los Trabajadores Italianos.

## Historia

### Nacimiento del partido y I Congreso
El Partido Socialista Revolucionario de Romaña fue fundado en agosto de 1881 en un congreso clandestino celebrado en Rímini. Tomaron parte cerca de cuarenta delegados en representación de unos cincuenta círculos romañolos. También estuvo presente una pequeña representación de las Marcas. Andrea Costa expuso la necesidad de «reconstituir» el partido socialista en Romaña con «la institución de un vínculo permanente y efectivo» entre los grupos ya existentes. A pesar de la oposición de los anarquistas (seis votos contra treinta y dos) fue adoptado el nuevo nombre de partido «socialista revolucionario», siguiendo las indicaciones que Costa ya había expuesto en su carta «A mis amigos de Romaña» (27 de julio de 1879), escogiendo un nombre «lo bastante largo para acoger a todas las diferentes fracciones auténticamente proletarias». Los estatutos del partido preveían una estructura federal con la aceptación de todas las escuelas del pensamiento socialista: anarquistas, reformistas, marxistas, etc. En el programa, la realización de la «anarquía» (en teoría aún aceptada) fue relegada a los objetivos finales, mientras se ponía el acento en la importancia de las luchas y éxitos parciales, y siendo aceptado el principio marxista de la «dictadura del proletariado», no fue excluida la futura participación en las elecciones, aunque con una formulación muy genérica.

### Elección de Andrea Costa y II Congreso
En 1882, tras la reforma electoral, se puso a debate la cuestión de la presentación efectiva de candidaturas socialistas. Tras una tensa discusión (y con la oposición de los anarquistas) una conferencia celebrada en Imola el 26 de febrero de 1882 aceptó el principio de la participación, dejando no obstante sin precisar si debía tener un carácter «puramente agitador y demostrativo» o debía traducirse en una efectiva participación en la vida parlamentaria de los eventuales electos. Sin embargo, la conferencia aceptó el principio (con sólo tres votos de diferencia) de que el diputado debía rechazar prestar juramento, haciéndose echar del hemiciclo por la fuerza.
Tras la elección de Costa al Parlamento del Reino de Italia por la circunscripción de Rávena, se presentó el problema. Era el primer diputado socialista electo en Italia. Los socialistas de Rávena decidieron que el diputado permaneciese en el Parlamento, «experimentando, como atacado, la voluntad del atacante» en el juramento y que aceptase «sabiendo de jurar en falso».
El II Congreso del partido se celebró en el palacio Borghi de Rávena la mañana del 5 de agosto de 1883, con la presencia de cerca de ochenta delegados, casi todos procedentes de la Romaña. Si bien el encuentro había sido convocado como reunión «privada» para evitar la intervención de la policía y pese a un telegrama de Costa al primer ministro Agostino Depretis, las tropas irrumpieron en la sala disolviendo por la fuerza el congreso. Los congresistas se reunieron en todo caso al día siguiente y posteriormente, en una segunda sesión el 18 de noviembre en Forlì, con 58 delegados. En la reunión fue reforzada la estructura organizativa del partido y decidida la convocatoria de un congreso socialista italiano y uno internacional en Turín con ocasión de la Exposición Universal de 1884.

### Máxima expansión y declive
En el III Congreso (primero nacional), celebrado en Forlì el 20 de julio de 1884, el partido asumió la denominación de Partido Socialista Revolucionario Italiano, acariciando el sueño de una gran afirmación nacional, y debatió las relaciones con las fuerzas democráticas y republicanas. En Imola, Costa había implementado un frente unido republicano-socialista y esperaba poder replicar el modelo en toda la Romaña, pero el congreso acogió la propuesta en cambio sin demasiado entusiasmo, prefiriendo insistir en la particularidad del programa socialista.
Costa aprovechó su condición de diputado para recorrer incesantemente todo el país. Su frenética actividad, tras haber abandonado la idea de un acuerdo con los republicanos, buscaba reunir en un único partido a los anarquistas, al Partido Obrero Italiano y a los demás grupos socialistas. Los resultados fueron sin embargo escasos. Por cuanto afectaba a los anarquistas, más allá de algún éxito local, la hostilidad de gran parte del movimiento anarquista italiano hacia el «parlamentarismo» se mostraba cada vez más pronunciada y se traducía en violentos ataques. La máxima expansión del partido coincidió con el II Congreso Nacional (Mantua, 25 de abril de 1886), que contó con la presencia de grupos de toda la Italia septentrional y también de una cierta representación de la meridional. Sin embargo, los representantes del Partido Obrero Italiano acogieron con «disimulada frialdad» la propuesta de unificación, prefiriendo mantenerse en el terreno de una alianza táctica.
El fracaso del proyecto de fusión con los obreristas señaló el inicio del declive del partido. En 1890 Costa fue obligado a refugiarse en Francia para huir de un procedimiento penal autorizado por la Cámara de Diputados. El 19 de octubre de 1890 se reunió en Távena el III (y último) Congreso del partido, reduciendo casi únicamente a la componente romañola. El tema central fue la organización de la participación en las futuras elecciones generales (en las que Costa contaba con ser reelegido, como ocurrió efectivamente después).

### El Congreso de Génova (1892) y la confluencia en el nuevo partido
El 14 y 15 de agosto de 1892 se reunió finalmente en Génova un congreso socialista con la presencia de todas las corrientes. Frente la fractura incurable entre anarquistas y socialistas evolucionistas, Costa intentó una vez más una mediación entre los contendientes. Ante el fracaso de esta tentativa, el Partido Socialista Revolucionario Italiano no se adhirió inicialmente al nuevo Partido de los Trabajadores Italianos. Sin embargo, derrotado en las elecciones de noviembre de 1892, confluyó al año siguiente en la nueva organización socialista que poco después usaría las siglas PSI.